# Francmasonería Prince Hall

La escuadra y el compás, símbolos masónicos.

La Francmasonería Prince Hall es una rama de la francmasonería estadounidense, esta obediencia masónica fue fundada por el afroamericano Prince Hall en el siglo XVIII y está formada principalmente por ciudadanos afroestadounidenses. Antes de la Revolución Americana, Prince Hall y catorce otros hombres negros libres solicitaron la admisión en la White Boston St. John's Lodge. Fueron rechazados. La fraternidad masónica era atractiva para algunos negros libres como Prince Hall porque la masonería estaba fundada sobre los ideales de: libertad, igualdad y fraternidad.

## Historia

### Gran Logia de Irlanda
Tras haber sido rechazado por la masonería colonial, Hall y los otros 14 negros buscaron y fueron iniciados en la Masonería, a través de la Logia No. 441 de la Gran Logia de Irlanda el 6 de marzo de 1775. Inicialmente, la logia Prince Hall se unió al primer regimiento militar de Staffordshire en 1782, dicha unidad formaba parte de las fuerzas británicas de ocupación estacionadas en Boston. Hall y otros negros libertos fundaron la logia afroamericana No. 1 y él mismo fue nombrado Gran Maestro. Otros afroamericanos incluyeron a Cyrus Johnston, Bueston Slinger, Prince Rees, John Canton, Peter Freeman, Benjamin Tiler, Duff Ruform, Thomas Santerson, Prince Rayden, Cato Speain, Boston Smith, Peter Best, Forten Horward y Richard Titley. Aparentemente eran negros libres por nacimiento.
Cuando los negros deseaban convertirse en masones en la nueva nación, los miembros blancos de la Logia tenían que votar por unanimidad para aceptar a un candidato para recibir los grados masónicos. Si una persona blanca votaba en contra del candidato, esa persona era rechazada. En una carta del General Albert Pike a su hermano en 1875, el general dijo: "No voy a dar mi apoyo a este asunto, tomé mis obligaciones con los blancos, no con los negros, cuando tenga que aceptar a los negros como a mis hermanos, dejaré la masonería." 
Las grandes logias masónicas generalmente excluían a los ciudadanos afroestadounidenses. Como las votaciones eran anónimas, resultaba imposible identificar al miembro que había votado en contra de aceptar a un nuevo miembro negro. El efecto fue que los hombres negros que se habían hecho legítimamente masones en jurisdicciones integradas podían ser rechazados. La segregación racial existió hasta los años 60 del siglo XX y todavía persiste en algunas jurisdicciones. Por lo tanto, los masones negros tenían un poder limitado. Cuando las logias militares dejaron el área, se les dio la autoridad para reunirse como una logia, tomar parte en la procesión masónica el día de San Juan, y enterrar a sus muertos con ritos masónicos, pero no podían conferir grados masónicos o realizar otras funciones esenciales de una logia masónica totalmente operativa.